# Miyaji Hiroshi
Hiroshi Miyaji (sinh ngày 13 tháng 6 năm 1978) là một cầu thủ bóng đá người Nhật Bản.

## Sự nghiệp câu lạc bộ
Hiroshi Miyaji đã từng chơi cho Tokyo Verdy.